# Udo Anneken
Udo Anneken (11 de outubro de 1917 - 11 de outubro de 1997) foi um oficial alemão que serviu na durante a Segunda Guerra Mundial. Foi condecorado com a Cruz de Cavaleiro da Cruz de Ferro.